# Jack Ryan - L'iniziazione
Jack Ryan - L'iniziazione (Jack Ryan: Shadow Recruit) è un film del 2014 diretto da Kenneth Branagh.
La pellicola è il reboot della saga spionistica iniziata nel 1990 con Caccia a Ottobre Rosso, proseguita fino al 2002 con altri tre film: Giochi di potere, Sotto il segno del pericolo ed Al vertice della tensione.
È il primo film su Jack Ryan, interpretato da Chris Pine, basato su una sceneggiatura originale e non tratto dai romanzi di Tom Clancy come i precedenti.

## Trama
Jack Ryan si arruola nei marines dopo l'11 settembre 2001 interrompendo i suoi studi alla London School of Economics and Political Science e diventando ufficiale con il grado di sottotenente. Inviato in missione in Afghanistan, l'elicottero su cui si trova viene abbattuto e lui resta gravemente ferito. Durante una lunga e dolorosa riabilitazione, conosce la sua futura moglie, la dottoressa Cathy Muller, e suscita l'interesse della CIA nella persona di Thomas Harper, colpito dall'abilità di Jack nel capire gli schemi ripetitivi complessi. Come requisito di arruolamento, la CIA fa completare a Jack i suoi studi a Londra.
Dieci anni dopo, Ryan lavora come analista CIA a Wall Street, alla ricerca di transazioni finanziarie sospette di produrre fondi destinati ad attività terroristiche, sotto l'incarico di copertura di consulente finanziario. Quando la Federazione Russa perde una votazione chiave alle Nazioni Unite, Ryan si accorge che i mercati non rispondono nel modo previsto. Scopre che migliaia di miliardi di dollari posseduti da organizzazioni russe sono "spariti": una massa di denaro fuori controllo che potrebbe essere usata con pesanti ripercussioni sull'intera economia statunitense. Tutti questi fondi sono controllati da Viktor Cherevin, veterano dell'Armata Rossa, insieme a un gruppo di politici russi in cerca di vendetta contro gli Stati Uniti per la loro intromissione nella guerra in Afghanistan. Il datore di lavoro ufficiale di Ryan intrattiene rapporti commerciali con Cherevin, così quando Ryan scopre di non avere accesso, benché revisore, ad alcuni conti bancari, ha un pretesto per visitare Mosca e indagare. Al suo arrivo sopravvive per poco al tentativo di omicidio da parte di Embee Deng, un sicario che fingeva di essere la sua guardia del corpo. Ryan chiede soccorso e viene affiancato dal suo mentore Harper, al quale Ryan spiega come gli investimenti-ombra di Cherevin potrebbero causare un collasso finanziario degli Stati Uniti: se Cherevin reimmettesse sul mercato le sue scorte, causerebbe il crollo del dollaro.
Il giorno dopo Ryan apprende che la società è in difficoltà e tutti i suoi beni sono stati venduti, vanificando così la sua ispezione. Nel frattempo Cathy, ora fidanzata di Ryan, sospettando un tradimento di Jack vola a Mosca per incontrarlo. Violando il vincolo di segretezza per le coppie non ancora sposate, Ryan rivela a Cathy di essere un agente della CIA, con grande sollievo della giovane, che temeva che Ryan avesse un'amante. Nella necessità di improvvisare, Harper coinvolge Cathy in un piano per accedere all'ufficio di Cherevin. I due fidanzati incontrano il magnate russo in un ristorante di lusso di fronte alla sede della sua azienda. Durante la cena, Ryan provoca ad arte una scenata e insulta Cathy per poi allontanarsi dal ristorante. Riesce a entrare negli uffici di Cheverin e a scaricare dei file importanti, nei quali è descritto come nei trascorsi venti anni Cherevin abbia segretamente alimentato le economie di Cina e Giappone e di come ora l'intera economia globale sia vulnerabile. Cherevin, informato dell'intrusione, rapisce Cathy e per salvarla Jack deve rinunciare a mandare all'aria il piano di Cherevin. Ryan e la CIA scoprono che Cherevin ha usato un falso certificato di morte per infiltrare suo figlio Aleksandr negli Stati Uniti come "agente dormiente". Ryan usa la sua abilità nel riconoscimento di schemi ripetitivi per individuare il nascondiglio di Aleksandr e il bersaglio designato: Wall Street. Dopo un feroce combattimento, Ryan trova una bomba nel bagagliaio del falso furgone della polizia usato dal russo e tenta senza successo di disinnescarla. Ryan lancia l'auto nell'East River saltandone fuori all'ultimo istante, mentre la bomba esplode uccidendo Aleksandr, che era rimasto a bordo, ma senza provocare vittime innocenti.
Jack e Cathy decidono di sposarsi, nonostante il pericoloso lavoro di Ryan. Cherevin viene giustiziato dai suoi soci cospiratori in Russia. Ryan e Harper sono chiamati alla Casa Bianca per informare il presidente.

## Produzione
Il budget del film è stato di circa 60 milioni di dollari.

### Regia
Il regista scelto dalla produzione fu Jack Bender, che dopo aver firmato fu costretto ad abbandonare il progetto per il conflitto di programmazione con altre regie da gestire e venne così sostituito da Kenneth Branagh, che interpreta anche una parte nel film.

### Cast
Nel ruolo di Jack Ryan troviamo l'attore Chris Pine. Nelle pellicole precedenti il personaggio è stato interpretato due volte da Harrison Ford (nel 1992 e nel 1994) e una volta da Alec Baldwin (nel 1990) e Ben Affleck (nel 2002).
Per il ruolo di Cathy Ryan, moglie di Jack, sono state considerate le attrici Keira Knightley, Felicity Jones, Evangeline Lilly, Kate Beckinsale e Jessica Biel, ma infine il ruolo è andato alla Knightley perché la preferita per la parte dalla produzione.

### Riprese
Le riprese sono iniziate il 31 agosto e sono terminate nel dicembre 2012 e si sono svolte principalmente nel Regno Unito, in Inghilterra, con alcune sequenze filmate anche in Canada, Russia e Stati Uniti d'America.

## Promozione
Il primo trailer viene diffuso online il 3 ottobre 2013, mentre la versione italiana arriva il 22 gennaio 2014.

## Distribuzione
Inizialmente la pellicola doveva essere distribuita nelle sale cinematografiche statunitensi a partire dal 25 dicembre 2013, successivamente posticipata al 17 gennaio 2014. In Italia, la cui uscita nelle sale era stata fissata per il 20 marzo 2014, successivamente annullata, il film è uscito in direct-to-video il 5 giugno dello stesso anno.

## Riconoscimenti
- 2014 - Saturn Award
  - Candidatura per il miglior film d'azione/di avventura